# Waigeolijsterdikkop
De waigeolijsterdikkop (Colluricincla affinis) is een zangvogel uit de familie Pachycephalidae (dikkoppen en fluiters).

## Taxonomie
Deze soort was eerder een ondersoort van de arafuralijsterdikkop (C. megarhyncha). Moleculair genetisch onderzoek gepubliceerd in 2011 en 2018 leidde tot een andere indeling in soorten en ondersoorten.

## Verspreiding en leefgebied
Deze soort is endemisch op het eiland Waigeo (West-Papoea (Indonesië). Het leefgebied bestaat uit regenwoud en montaan regenwoud.